# Ozan Güven

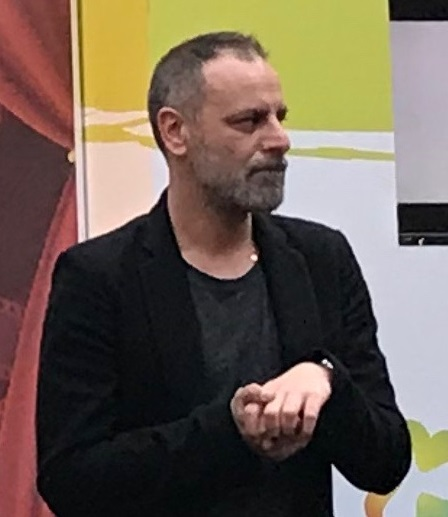
Ozan Güven

Ozan Muharrem Güven (* 19. Mai 1975 in Nürnberg) ist ein türkischer Film- und Theaterschauspieler.

## Leben
Nach dem Schauspielstudium am Konservatorium in Izmir wirkte er in dem bekannten Şahika-Tekand-Ensemble Studio Oyunculari. Er studierte auch Modern Dance an der Mimar-Sinan-Universität in Istanbul.
Seine zivile Schauspielkunst kennzeichnen feine Ironie, Intelligenz, Sinn für psychologisches Detail sowie eine beeindruckende, innerlich erlebte Emotionalität.
Seit 1998 gestaltete er viele Rollen in verschiedenen Genres, vom psychologischen Drama bis zum Krimi-Thriller, der Science-Fiction-Parodie oder Satire. Er arbeitete mit seinem Freund Cem Yılmaz zusammen (G.O.R.A., A.R.O.G., Western-Parodie Yahsi Bati) und partizipierte auch an Projekten, die zu einem Wendepunkt in der Entwicklung der türkischen Kinematografie wurden, wie Ali Özgentürk's Balalayka oder Ümit Ünal's Dokuz.
Es ist bekannt, dass Ozan Güven nie in Fernsehshows auftritt, nur selten Interviews gibt und neue Rollen ablehnt, wenn das Drehbuch ihn nicht anspricht. Über sich selbst sagt er kurz: „Ich bin vor allem ein Komiker.“
Aus der Ehe mit der Regisseurin Türkan Derya hat er einen Sohn.

## Filmografie (Auswahl)
- 2000: Yıldız Tepe (Fernsehfilm)
- 2000: Balalayka
- 2002: Dokuz - 9
- 2004: G.O.R.A
- 2004: Anlat İstanbul
- 2004: Yazı Tura
- 2008: A.R.O.G.
- 2010: Anneannem
- 2010: Yahşi Batı
- 2010: Ejder Kapanı
- 2014: Pek Yakında
- 2016: Annemin Yarası (Hauptrolle und einer der Drehbuchautoren)

### Fernsehserien
- 1998: Çiçeği Büyütmek
- 1998: İkinci Bahar
- 2001: Dünya Varmış
- 2002: Koçum Benim
- 2002: Aslı ile Kerem
- 2002: Havada Bulut:
- 2002: Bana Abi De
- 2003: Bir İstanbul Masalı
- 2005: Hırsız Polis
- 2009: Canım Ailem
- 2012: Koyu Kırmızı
- 2012–2014: Muhteşem Yüzyıl
- 2017–2018: Fi
- 2020– : Babil

## Auszeichnungen
- 2000: Der aussichtsreichste junge Schauspieler, für die Rolle des Mehmet in Balalayka. Die 22. SİYAD (Verband der Filmkritiker) Filmpreisverleihung[6]
- 2003: Sonderpreis der Jury, für Dokuz, ausgezeichnet zusammen mit Serra Yılmaz, Cezmi Baskın, Ali Poyrazoğlu, Fikret Kuşkan, Rafa Radomisli und Esin Pervane.  Die 10. ÇASOD (Schauspielerverband für zeitgenössische Filmkunst) Preisverleihung[7]